# Municipio de Tlalixcoyan
El municipio de Tlalixcoyan se encuentra ubicado en la zona sur del estado mexicano de Veracruz, en la región llamada del Sotavento. Es uno de los 212 municipios de la entidad. Está ubicado en las coordenadas 18°48′11.27″N 96°3′39.67″O / 18.8031306, -96.0610194 y cuenta con una altura de 10 m s. n. m. Su cabecera es la localidad de Tlalixcoyan.
El municipio lo conforman 264 localidades en las cuales habitan 35.442 personas. Es un municipio categorizado como semiurbano.

## Toponimia
Del náhuatl significa "tierra que emerge sobre la superficie o faz de la tierra".
El municipio de Tlalixcoyan celebra sus tradicionales fiestas en honor al Santo Patrón del pueblo del 1 al 15 de agosto y celebran también su carnaval en el mes de marzo, después de la Semana Santa. Uno de sus eventos más famosos es una tradicional fiesta ganadera en el mes de septiembre.

## Medio físico
Localización
Se encuentra ubicado en la zona centro montañosa del estado en las coordenadas 18° 48’ latitud norte y 96° 04’ longitud oeste a una altura de 10 metros sobre el nivel del mar. Limita al norte con Jamapa y Medellín, al este con Alvarado e Ignacio de la Llave al sur con Tierra Blanca y al oeste con Cotaxtla. Su distancia aproximada al sureste de la capital del Estado, por carretera es de 125 km.
Clima
Su clima es cálido, con una temperatura media anual de 25.8 °C; presenta un periodo de sequía de 6 meses al año, observándose una precipitación media anual de 1,302.2 milímetros.

Extensión
Tiene una superficie de 974.71 km², cifra que representa un 1.34% del total del Estado.
Orografía
En el municipio se presentan dos formas características de relieve, la primera corresponde a zonas semiplanas y abarca aproximadamente el 4% de la superficie total y la segunda corresponde a zonas planas y abarca aproximadamente el 96% de la superficie total.
Hidrografía
Se encuentra regado por ríos pequeños como el río Otapa, Tlalixcoyan, Pozuelos y las Pozas, además cuenta con varios esteros.
Principales ecosistemas
Su vegetación es de tipo selva baja caducifolia, sabana y vegetación secundaria.
Recursos naturales
Actualmente esta se está afectando el ecosistema del municipio por cultivo de pastos para producir papel.
Recursos minerales que son explotados por la empresa PEMEX.
Características de uso del suelo
Su suelo es de tipo Feosem y vertisol, se caracteriza por una capa superficial rica en materia orgánica y nutriente, el 50 % es más o menos el porcentaje en el que se utiliza para la agricultura y la ganadería.

## Perfil sociodemográfico
Grupos étnicos
Existen en el municipio 301 hablantes de lengua indígena 147 hombres y 154 mujeres que representan el 0.84% de la población municipal. La principal lengua indígena es el Chinateco.
De acuerdo a los resultados que presenta el II Conteo de Población y Vivienda del 2005, en el municipio habitan un total de 176 personas que hablan alguna lengua indígena
Evolución demográfica
Contó en 1995 con una población de 36,697 habitantes, se registran en el año 1,152 nacimientos y 138 muertes. Se estimó para el año de 1996 una población de 37,883. De acuerdo a los resultados preliminares del censo 2000, la población en el municipio es de 36,554 habitantes, 17,798 hombres y 18,756 mujeres.
De acuerdo a los resultados que presenta el II Conteo de Población y Vivienda del 2005, el municipio cuentan con un total de 35,442 habitantes.

### Religión
Tiene en el censo de 1990 una población mayor de 5 años de 31,534 habitantes, de los que 26,698 son católicos, 2,079 protestantes, 277 profesan otra religión y 2,413 ninguna, existen 42 iglesias católicas, 11 pentecostés y 13 del séptimo día.

## Infraestructura social y de comunicaciones
Educación
La educación básica es impartida por 70 planteles de preescolar, 98 de primaria, 18 de secundaria. Además cuenta con 4 instituciones que brindan el bachillerato.
Salud
En este municipio la atención de servicios médicos es proporcionada por unidades médicas que a continuación se enlistan: 8 de la Secretaría de salud, uno del IMSS, uno del ISSSTE y uno de la Cruz Roja. Cabe señalar que en esta municipalidad se prestan los servicios de consulta externa.
Abasto
El municipio satisface sus necesidades de abasto mediante un mercado público, 16 tiendas DICONSA, un tianguis y un rastro.
Deporte
El fomento deportivo para su práctica y desarrollo cuenta con 9 canchas de voleibol, 9 canchas de basquetbol, 3 canchas de usos múltiples, estos servicios son proporcionados por la Dirección General de Educación y Física del Estado.
Vivienda
Acorde a los resultados preliminares del censo 2000, se encontraron edificadas en el municipio 9,172 viviendas, con un promedio de ocupantes por vivienda de 3.99, la mayoría son propias y de tipo fija, los materiales utilizados principalmente para su construcción son el cemento, el tabique, el ladrillo, la madera, la lámina. Así como también se utilizan materiales propios de la región.
De acuerdo a los resultados que presenta el II Conteo de Población y Vivienda del 2005, en el municipio cuentan con un total de 9,820 viviendas de las cuales 9,631 son particulares.
Medio de comunicación
Recibe publicaciones periodísticas, señales de estaciones de radio como la AM y FM, así como las señales de los canales de televisión.
Tiene servicio telefónico por marcación automática en la cabecera y 25 localidades, así como telefonía celular; además 9 oficinas postales y 1 de telégrafos.
Vías de comunicación
El municipio cuenta con infraestructura de vías de comunicación conformada por 146.9 km. de carretera, 55 kilómetros de carretera, que comunica a la ciudad de Veracruz, Mata Espino, Ignacio de la Llave y Joachin.

## Límites
- Norte: Alvarado y Medellín
- Sur: Tierra Blanca
- Este: Alvarado e Ignacio de la Llave
- Oeste: Cotaxtla